# Liste der Biografien/Qud
Liste der Biografien |
Portal Biografien |
Personensuche
# |
A |
B |
C |
D |
E |
F |
G |
H |
I |
J |
K |
L |
M |
N |
O |
P |
Q |
R |
S |
T |
U |
V |
W |
X |
Y |
Z |
?
 
Qa |
Qe |
Qi |
Qo |
Qr |
Qu |
Qv |
Qw |
Qy
 
Qua |
Qub |
Qud |
Que |
Quh |
Qui |
Quj |
Qul |
Qum |
Qun |
Quo |
Qur |
Qus |
Qut |
Quw |
Quy
Die Liste der Biografien führt alle Personen auf, die in der deutschsprachigen Wikipedia einen Artikel haben. Dieses ist eine Teilliste mit 7 Einträgen von Personen, deren Namen mit den Buchstaben „Qud“ beginnt.

## Qud

### Quda
- Qudah, Nuh Ali Salman al- (1939–2010), jordanischer Geistlicher, Großmufti des Haschemitischen Königreichs Jordanien; Botschafter Jordaniens im Iran
- Qudai, al- († 1062), Person des fatimidischen Ägyptens, Rechtsgelehrter, Chronist

### Qudb
- Qudbiyev, Sherzod (* 1981), usbekischer Politiker

### Qudr
- Qudratow, Alischer (* 1986), tadschikischer alpiner Skirennläufer

### Quds
- Qudsi, Nazim al- (1906–1998), syrischer PolitikerNazim al-Qudsi (1906–1998)

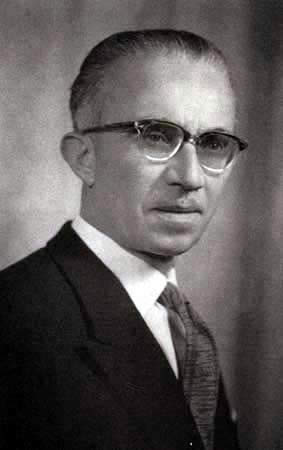
Nazim al-Qudsi (1906–1998)

- Qudsia (1801–1881), Regentin des Fürstenstaates Bhopal
- Qudsia, Bano (1928–2017), pakistanische Schriftstellerin und Dramatikerin